# 平斯基
平斯基（西里尔：Пинский，罗马化：Pinsky、Pinski）是东欧姓氏，源自白俄罗斯地名平斯克或阿什肯纳兹犹太人姓氏拉平斯基（Lapinski）的简写，著名人物有：
- 查尔斯·平斯基（英语：Charles Pinsky），美国电视制片人
- 大卫·平斯基（英语：David Pinski），意第绪语作家
- 德鲁·平斯基（英语：Drew Pinsky），美国医生、医学广播脱口秀主持人
- 利奥·平斯基（英语：Leo Pinsky），美国棒球运动员
- 马克··平斯基（英语：Mark Pinsky），美国数学家
- 保罗·平斯基（英语：Paul G. Pinsky），美国政治人物
- 罗伯特·平斯基（英语：Robert Pinsky），美国诗人、散文家、文学评论家、翻译家
- 维克托·维塔利耶维奇·平斯基，俄罗斯政治人物、国家杜马议员

|  | 本页或本分段罗列了姓氏为「平斯基」的人物。 如果是一个指代特定个人的内链将您引导到本页，請考慮修正該人物的名字以將链接指向正確的條目。 |